# Kellen Clemens
Kellen Clemens (Burns, 6 giugno 1983) è un giocatore di football americano statunitense nel ruolo di quarterback per i San Diego Chargers della National Football League (NFL). Fu scelto al secondo giro (49º assoluto) nel draft NFL 2006 dai Jets. Al college giocò a football all'Università dell'Oregon.

## Carriera professionistica

### New York Jets
Durante la stagione 2006 fu il quarterback di riserva di Chad Pennington nei Jets, giocando due partite. La sua prima apparizione da titolare fu nella settimana 2 della stagione 2007 contro i Ravens, la cui difesa lo limitò molto nei primi 3 quarti, salvo condurre un drive concluso con TD nell'ultimo periodo, non sufficiente ad evitare però la sconfitta ai Jets.  Il 29 ottobre 2007, Clemens fu nominato quarterback titolare per gara successiva contro i Washington Redskins. Nel 2008, Clemens tentò cinque soli passaggi in tutto come riserva di Brett Favre. Nel 2009 giocò ben dieci partite, di cui solo una da titolare, rimpiazzando l'infortunato Mark Sanchez. Nel 2010 giocò una sola partita entrando dalla panchina.

### Washington Redskins
Il 27 luglio 2011, Clemens firmò un contratto di un anno coi Washington Redskins dove dovette competere per il ruolo di prima riserva nella pre-stagione 2011. I Redskins svincolarono Clemens il 3 settembre 2011.

### Houston Texans
Clemens fu firmato dai Texans il 23 novembre 2011 dopo che il quarterback titolare Matt Schaub fu messo in lista infortunati. Fu svincolato il 6 dicembre per permettere ai Texans di firmare Jeff Garcia.

### St. Louis Rams

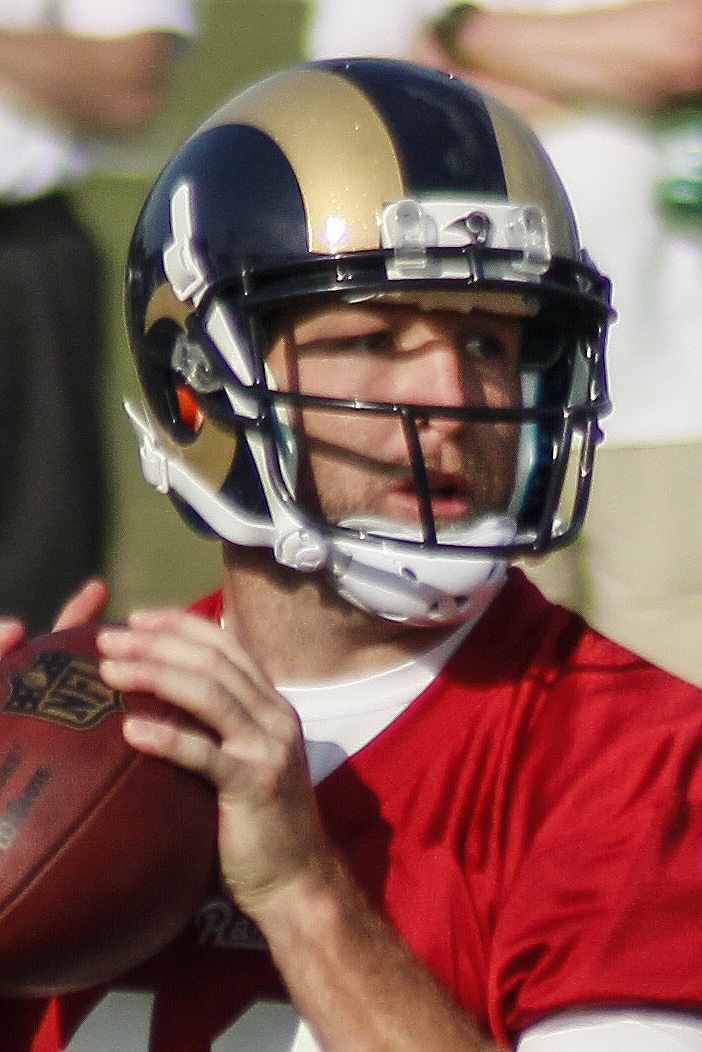
Clemens nel training camp 2013

I St. Louis Rams firmarono Clemens il 7 dicembre 2011. Dopo che un infortunio alla caviglia mise fuori gioco il quarterback titolare Sam Bradford e la sua riserva A.J. Feeley si infortunò al pollice, Clemens partì come titolare il 18 dicembre 2011, contro i Cincinnati Bengals. Dopo aver familiarizzato undici soli giorni con la nuova squadra ed il nuovo attacco, Clemens passò per 229 yards completando 25 passaggi su 36. In quella partita completò un passaggio da touchdown da 25 yard per il wide receiver Danario Alexander, il suo primo passaggio da TD dal 2007 coi Jets. I Rams persero coi Bengals col punteggio finale di 20 - 13. Clemens giocò come titolare anche le ultime due partite della stagione nelle sconfitte contro Steelers e 49ers. In quest'ultima gara Clemens lanciò un altro touchdown e subì un intercetto.
Clemens terminò la stagione 2011 con 2 passaggi da touchdown ed un touchdown su corsa. Fu rifirmato dai Rams dopo la fine della stagione.
Nella settimana 8 del 2012 i Rams persero nettamente contro i New England Patriots nella cornice speciale dello Wembley Stadium a Londra con Clemens che fece il debutto stagionale nel finale di partita passando 39 yard e subendo un intercetto.
Nella settimana 7 della stagione 2013, il titolare Bradford si infortunò per tutto il resto della stagione e Clemens fu nominato suo sostituto per la gara del Monday Night Football successivo contro i Seattle Seahawks, la sua prima partenza come titolare negli ultimi due anni. I Rams misero in difficoltà i favoriti avversari ma alla fine uscirono sconfitti, col giocatore che passò 158 yard e subì 2 intercetti. Nella settimana successiva, ancora come titolare, Kellen passò 210 yard e un touchdown ma i Rams furono sconfitti dai Tennessee Titans. La prima vittoria stagionale dal ritorno del giocatore come titolare fu a sorpresa in trasferta nella settimana 10 contro gli Indianapolis Colts in un netto 38-8 in cui passò 247 yard e 2 touchdown, entrambi per il rookie Tavon Austin, incluso il passaggio più lungo della carriera, da 57 yard. Un'altra larga vittoria giunse la settimana successiva contro i Chicago Bears con 167 yard e un touchdown passati da Clemens. Nella settimana 16, anche se passò solamente 158 yard, disputò una gara di grande precisione completando 16 passaggi su 20 nella vittoria sui Tampa Bay Buccaneers.

### San Diego Chargers
Il 13 marzo 2014, Clemens firmò con i San Diego Chargers per sostituire il partente Charlie Whitehurst come riserva di Philip Rivers.

## Statistiche
| Yard passate      | 3.944 |
| Touchdown         | 15    |
| Intercetti subiti | 20    |
| Passer rating     | 68,6  |

Statistiche aggiornate alla stagione 2013